# معدن سنگ شهیدآباد
معدن سنگ شهید آباد مربوط به دوره هخامنشی است و در شهرستان خرم بید، دهستان شهید آباد، واقع شده و این اثر در تاریخ ۷ اسفند ۱۳۸۶ با شمارهٔ ثبت ۲۱۴۴۰ به‌عنوان یکی از آثار ملی ایران به ثبت رسیده است.